# Jellabies
Jellabies is een Australische kindertelevisiereeks die in 1999 door Winchester Entertainment werd gelanceerd. Deze computergegenereerde 3D-tekenfilm is bestemd voor peuters en kleuters.  Elke aflevering duurde 5 minuten.

## Verhaal
In de geweldige, toverachtige, kleurrijke Jelly-wereld aan het eind van de regenboog, wonen zes Jellabies. Bouncey (geel), Coral (roze), Strum (paars), Denny (blauw), Amber (oranje) en Pepper (rood) beleven veel avonturen in hun gelei-achtige wereld.  Strum is muzikaal en speelt saxofoon, Bouncey rijdt rond in een botswagentje, Denny woont in zijn boot op het Jellymeer, Pepper woont in een boomhut, Amber woont in een luchtballon en Coral woont in een huis gemaakt van speelgoedblokken.  De zevende kleur van de regenboog wordt vertegenwoordigd door de groene Duffy, een draak.

## Seizoenen
| Seizoen | Afleveringen | Uitzendingen                   |
| ------- | ------------ | ------------------------------ |
| 1       | 84           | 18 mei 1998 - 20 december 1999 |
| 2       | 13           | 3 januari 2000 - 27 maart 2000 |

## Trivia
- De verteller in de oorspronkelijke Engelstalige versie is de Britse komiek Rik Mayall. De serie werd in de Nederlandse versie ingesproken door Frans van Deursen en Peter de Gelder, in de Vlaamse versie door Luc Vandeput.